# Ethniki Odos 5
Die Ethniki Odos 5 (griechisch Εθνική Οδός 5 ‚Nationalstraße 5‘, Abkürzung: EO5) wurde 1963 als Nationalstraße ausgewiesen. Sie verbindet Andirrio in der Region Westgriechenland, am nördlichen Ende der Rio-Andirrio-Brücke, mit Ioannina in der Region Epirus. Sie verläuft durch Mesolongi, Agrinio, Amfilochia, Arta und Filippiada und führt weiter am Ostufer des Ambrakischen Golfes entlang und endet in Ioannina. Der westliche Teil, zwischen Andirrio und Amfilochia fällt mit der Europastraße 55 zusammen, der nördliche Teil mit der Europastraße 951. 